# Siparuna mutisii
Siparuna mutisii är en tvåhjärtbladig växtart som först beskrevs av Carl Sigismund Kunth, och fick sitt nu gällande namn av A. Dc.. Siparuna mutisii ingår i släktet Siparuna och familjen Siparunaceae. Inga underarter finns listade i Catalogue of Life.